# Onthophagus scaber
Onthophagus scaber là một loài bọ cánh cứng trong họ Bọ hung (Scarabaeidae).